# Comuna de Goraj
Goraj (polaco: Gmina Goraj) é uma gminy (comuna) na Polónia, na voivodia de Lublin e no condado de Biłgorajski. A sede do condado é a cidade de Goraj.
De acordo com os censos de 2006, a comuna tem 4.442 habitantes, com uma densidade 65 hab/km².

## Área
Estende-se por uma área de 67,87 km², incluindo:
- área agricola: 76%
- área florestal: 19%

## Demografia
Dados de 30 de Junho 2004:
|                      | Total   | Total | Mulheres | Mulheres | Homens  | Homens |
| -------------------- | ------- | ----- | -------- | -------- | ------- | ------ |
|                      | pessoas | %     | pessoas  | %        | pessoas | %      |
| População            | 4462    | 100   | 2224     | 49,8     | 2238    | 50,2   |
| Densidade (pop./km²) | 66      | 100   | 32,9     | 32,9     | 33,1    | 33,1   |

De acordo com dados de 2002, o rendimento médio per capita ascendia a 1103,09 zł.

## Comunas vizinhas
- Chrzanów, Dzwola, Frampol, Radecznica, Turobin